# (6188) Robertpepin
(6188) Robertpepin (1988 SW2) – planetoida z pasa głównego planetoid okrążająca Słońce w ciągu 5 lat i 232 dni w średniej odległości 3,17 au. Została odkryta 16 września 1988 roku.